# Neomyzus convolvulicola
Neomyzus convolvulicola är en insektsart. Neomyzus convolvulicola ingår i släktet Neomyzus och familjen långrörsbladlöss. Inga underarter finns listade i Catalogue of Life.